# Bulbul embridat cua-roig
El bulbul embridat cua-roig (Bleda syndactylus) és una espècie d'ocell de la família dels picnonòtids (Pycnonotidae). Habita el sotabosc de les selves de l'Àfrica central i Occidental. El seu estat de conservació es considera de risc mínim.